# Космацька сільська рада (Косівський район)
Косма́цька сільська́ ра́да — адміністративно-територіальна одиниця та орган місцевого самоврядування у Косівському районі Івано-Франківської області з адміністративним центром у с. Космач.

## Населені пункти
Сільській раді були підпорядковані населені пункти:
- с. Космач

## Склад ради
Рада складалася з 22 депутатів та голови.
- Голова ради: Бербеничук Дмитро Дмитрович
- Секретар ради: Чорнищук Ольга Іванівна

### Керівний склад попередніх скликань
| Прізвище, ім'я, по батькові | Основні відомості                                                                            | Дата обрання | Дата звільнення |
| --------------------------- | -------------------------------------------------------------------------------------------- | ------------ | --------------- |
| Пожоджук Дмитро Онуфрійович | Сільський голова, 1955 року народження, освіта вища, член Конгресу Українських Націоналістів | 26.03.2006   | 31.10.2010      |
| Пожоджук Дмитро Онуфрійович | Сільський голова, 1955 року народження, освіта вища, позапартійний                           | 31.10.2010   | 25.10.2015      |
| Бербеничук Дмитро Дмитрович | Сільський голова, 1964 року народження, освіта професійно-технічна, безпартійний             | 25.10.2015   |                 |

Примітка: таблиця складена за даними сайту Верховної Ради України та ЦВК

### Депутати VII скликання
За результатами місцевих виборів 2015 року депутатами ради стали:

#### За суб'єктами висування
| Суб'єкт висування | Кількість обраних депутатів | %      |
| ----------------- | --------------------------- | ------ |
| Самовисування     | 22                          | 100.00 |

#### За округами
| № округу | Прізвище, ім'я, по батькові   | Ким висунуто  | Дата нар.  | Освіта              | Партійна приналежність | Відомості                                             |
| -------- | ----------------------------- | ------------- | ---------- | ------------------- | ---------------------- | ----------------------------------------------------- |
| 1        | Костюк Василь Васильович      | Самовисування | 19.09.1955 | загальна середня    | безпартійний           | пенсіонер                                             |
| 2        | Полєк Василь Дмитрович        | Самовисування | 13.01.1962 | загальна середня    | безпартійний           | підприємець                                           |
| 3        | Янкощук Василь Васильович     | Самовисування | 25.11.1982 | вища                | безпартійний           | тимчасово не працює                                   |
| 4        | Деренович Оксана Василівна    | Самовисування | 12.08.1975 | вища                | безпартійна            | Космацька ЗОШ І-ІІІ ст., вчитель                      |
| 5        | Кушнірчук Галина Юріївна      | Самовисування | 01.12.1964 | професійно-технічна | безпартійна            | підприємець                                           |
| 6        | Рошканюк Наталія Василівна    | Самовисування | 29.06.1984 | загальна середня    | безпартійна            | тимчасово не працює                                   |
| 7        | Яремчук Василь Олексійович    | Самовисування | 13.08.1967 | загальна середня    | безпартійний           | тимчасово не працює                                   |
| 8        | Рижук Парасковія Петрівна     | Самовисування | 16.06.1960 | вища                | безпартійна            | Космач-Завоєлівська ЗОШ І-ІІ ст., вчитель             |
| 9        | Довіряк Василь Миколайович    | Самовисування | 19.04.1958 | професійно-технічна | безпартійний           | Кути ДЛГ, лісничий                                    |
| 10       | Кушнірчук Микола Танасійович  | Самовисування | 21.05.1963 | загальна середня    | безпартійний           | тимчасово не працює                                   |
| 11       | Клапцуняк Василь Дмитрович    | Самовисування | 01.05.1953 | загальна середня    | безпартійний           | тимчасово не працює                                   |
| 12       | Трутяк Василь Дмитрович       | Самовисування | 06.01.1975 | загальна середня    | безпартійний           | космацька НПК водій рятівник                          |
| 13       | Чорняк Микола Кирилович       | Самовисування | 01.05.1966 | професійно-технічна | безпартійний           | Косівський Територіальний центр, соціальний працівник |
| 14       | Джупаєв Рустам Муродович      | Самовисування | 03.07.1968 | професійно-технічна | безпартійний           | Космацька ЗОШ І-ІІІ ст., вчитель                      |
| 15       | Палійчук Любомир Миколайович  | Самовисування | 15.10.1973 | загальна середня    | безпартійний           | Тимчасово не працює                                   |
| 16       | Чорнищук Ольга Іванівна       | Самовисування | 18.01.1963 | професійно-технічна | безпартійна            | Космацької с.р., секретар                             |
| 17       | Палійчук Парасковія Василівна | Самовисування | 10.11.1973 | вища                | безпартійна            | Космач-Ведмежанська ЗОШ І-ІІІ ст., вчитель            |
| 18       | Попович Володимир Миколайович | Самовисування | 22.07.1971 | загальна середня    | безпартійний           | Кути ДЛГ, майстер                                     |
| 19       | Бобяк Дмитро Іванович         | Самовисування | 16.09.1967 | вища                | безпартійний           | Космацька ДЮСШ, тренер-викладач                       |
| 20       | Ісайчук Василь Олексійович    | Самовисування | 12.03.1963 | професійно-технічна | безпартійний           | Ворохтянський лісгосп, майстер                        |
| 21       | Петрів Павло Іванович         | Самовисування | 02.02.1972 | професійно-технічна | безпартійний           | с. Космач рушір ФАП, фельдшер                         |
| 22       | Кіращук Дмитро Кирилович      | Самовисування | 09.11.1989 | вища                | безпартійний           | Космацька ЗОШ І-ІІІ ст., вчитель                      |